# Eric Hobsbawm

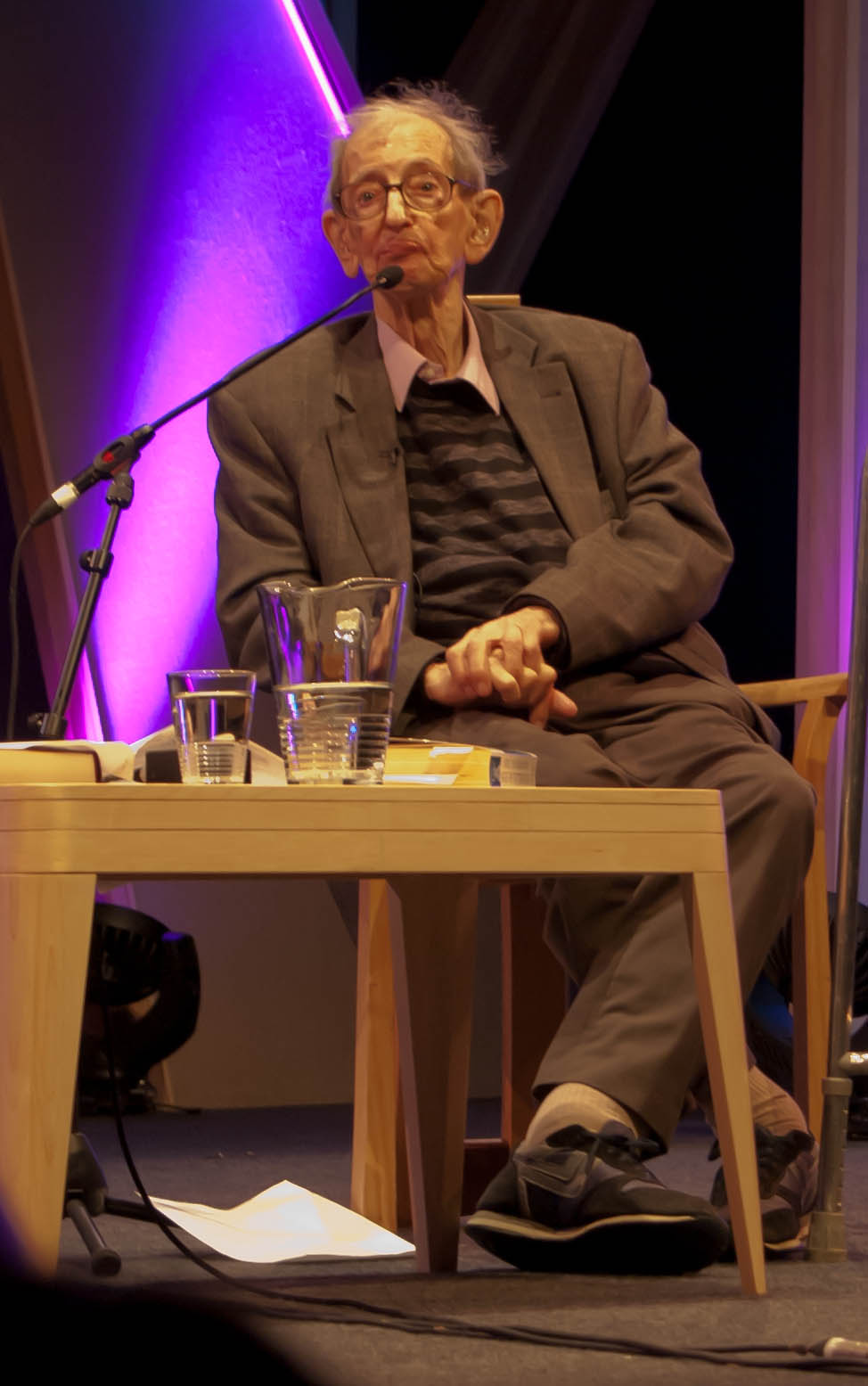

Eric John Ernest Hobsbawm (9 tháng 6 năm 1917 – 1 tháng 10 năm 2012) là sử gia nổi tiếng người Anh gốc Do Thái, nhiều ảnh hưởng trên thế giới, và cũng là nhà Mác-xít kiên định, từng dẫn dắt hệ phái Mác-xít châu Âu (eurocommunism)
Sinh ra trong gia đình cả bố mẹ đều là người Do Thái, ở Alexandria, Ai Cập, bị thư lại ghi nhầm khai sinh từ Hobsbaum thành Hobsbawm, lớn lên ở Viên và Berlin, nhờ từ nhỏ giao tiếp bằng tiếng Anh trong nhà mà năm 14 tuổi Hobsbawm đã có thể tự sống bằng nghề gia sư cho gia đình người Anh sau khi bố và mẹ chết, rồi được dì nhận nuôi và mang sang Luân Đôn năm 1933. Từ Trường trung học (gymnasium) mang tên Prinz-Heinrich ở Berlin, Hobsbawm chuyển sang trường trung học Marylebone ở Luân Đôn, rồi King's College ở Cambridge cho đến ngày nhận bằng tiến sĩ về xã hội Fabian. Giáo sư Hobsbawm hiện đang là hiệu trưởng Đại học Birkbeck, Luân Đôn, ông cũng từng là đảng viên Đảng cộng sản Anh (giải thể năm 1991).
Nói được nhiều thứ tiếng: Anh, Đức, Pháp, Tây Ban Nha, Ý, đọc tiếng Hà Lan, Bồ Đào Nha và Catalan, Hobsbawm có cơ sở nghiên cứu rất rộng, đặc biệt là lịch sử văn hóa và lối tiếp cận từ góc nhìn của thường dân đối với lịch sử và ảnh hưởng của lịch sử. Phương pháp luận của Hobsbawm cũng chính là phép duy vật lịch sử mà Karl Marx từng xây dựng. Một trong số những công trình nghiên cứu của Hobsbawm đề cập đến quốc gia dân tộc, mà theo ông được xây dựng nhờ vào "Truyền thống tân tạo" (invented tradition)
Sự kiện Liên Xô đem quân vào Hungary năm 1956 khiến hiệp hội sử gia Mác-xít ở Anh tan rã, nhiều thành viên cũng đồng thời rút tên ra khỏi Đảng cộng sản Anh, nhưng Eric Hobsbawm vẫn ở lại trong đảng và tiếp tục bảo vệ quyết định của Liên Xô, mặc dù cho rằng nên sớm rút quân. Hobsbawm liên tục là cây bút lý luận quan trọng cho tờ Marxism Today cho đến ngày đình bản năm 1991. Bên cạnh Stuart Hall, Anthony Giddens và Jurgen Habemas, ông được xếp vào nhóm các nhà lý luận Mác-xít nhiều ảnh hưởng nhất hiện nay. Cùng với Benedict Anderson và Ernest Gellner, ông được xếp vào nhóm lý thuyết gia cơ sở cho các nghiên cứu về dân tộc mang tính quốc gia trên thế giới

## Tác phẩm
- Labour's Turning Point: Extracts from Contemporary Sources (1948)
- Primitive Rebels: Studies in Archaic Forms of Social Movement in the 19th and 20th centuries (1959)
- The Jazz Scene (1959)
- The Age of Revolution: Europe 1789–1848 (1962)
- Labouring Men: studies in the history of labour (1964)
- Pre-Capitalist Economic Formations (1965)
- Industry and Empire: From 1750 to the Present Day (1968)
- Bandits (1969)
- Captain Swing (1969)
- Revolutionaries: Contemporary Essays (1973)
- The Age of Capital: 1848–1875 (1975
- Italian Road to Socialism: An Interview by Eric Hobsbawm with Giorgio Napolitano (1977)
- The History of Marxism: Marxism in Marx's day, Vol I (1982)
- The Invention of Tradition (1983)
- Worlds of Labour: Further Studies in the History of Labour (1984)
- The Age of Empire: 1875–1914 (Thời đại của đế chế: 1875–1914, 1987)
- Politics for a Rational Left: Political Writing, 1977–1988 (1989)
- Echoes of the Marseillaise: Two Centuries Look Back on the French Revolution (1990)
- Nations and Nationalism Since 1780: Programme, Myth, Reality (1991)
- The Age of Extremes: The Short Twentieth Century, 1914–1991 (1994)
- Art and Power: Europe Under the Dictators exhibition catalogue (1995)
- On History (19970
- 1968 Magnum Throughout the World (1998)
- Behind the Times: Decline and Fall of the Twentieth-Century Avant-Gardes (1998)
- Uncommon People: Resistance, Rebellion and Jazz (1998)
- Karl Marx and Friedrich Engels, The Communist Manifesto: A Modern Edition (1998)
- The New Century: In Conversation with Antonio Polito (2000)
- Interesting Times: A Twentieth-Century life (2002)
- Globalisation, Democracy and Terrorism (2007)
- How to Change the World: Tales of Marx and Marxism (2011)
- Fractured Times: Culture and Society in the 20th Century (2013)
- Viva la Revolucion: Hobsbawm on Latin America (2016)